# Pariser Akademiestreit
Der „Pariser Akademiestreit“ war eine 1830 vor der Pariser Académie des sciences zwischen Georges Cuvier und Étienne Geoffroy Saint-Hilaire ausgetragene Kontroverse.
Der Streit begann bei der Akademiesitzung am 15. Februar 1830, als Geoffroy die Arbeit zweier junger Forscher lobend vorlegte, in der die Anatomie der Wirbeltiere mit der der Weichtiere verglichen wurde. Cuvier erhob Einspruch und startete damit eine der berühmtesten Debatten in der Geschichte der Biologie. Sie zog sich in acht öffentlichen Disputen bis zum 15. April 1830 hin, wobei Cuvier als der Sieger des Streits gilt.

## Vorgeschichte

### Cuviers und Geoffroys Positionen
Cuvier

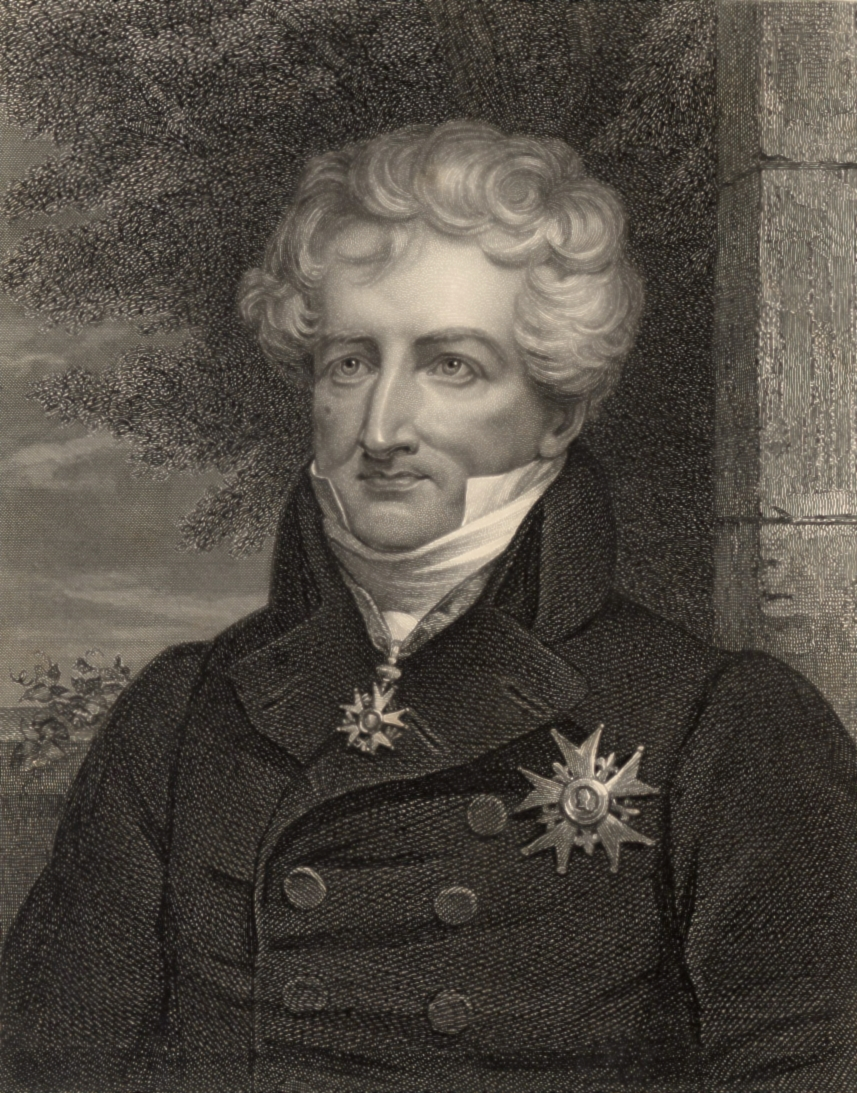
Georges Cuvier

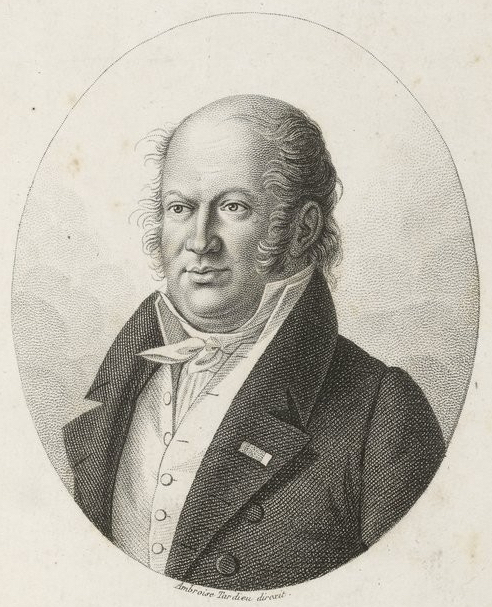
Étienne Geoffroy Saint-Hilaire

Georges Cuvier gilt als Begründer der modernen Paläontologie. Er glaubte nicht an Evolution. Untersuchungen mumifizierter Katzen aus Ägypten bestätigten ihn in seiner Annahme einer Konstanz der Arten, da sich diese von ägyptischen Katzen seiner Zeit nicht unterschieden.
Bei Ausgrabungen im Pariser Becken deutete er die vielen Erdschichten mit ihren Fossilien als frühere Schöpfungen, die durch Katastrophen wieder vernichtet wurden. Er gilt als bedeutendster Vertreter der Kataklysmentheorie. Cuvier klassifizierte alle Lebewesen in vier „Zweige“ oder „embranchments“ (Abzweigungen): Vertebrata, Articulata, Mollusca und Radiata. Diese „embranchements“ waren für ihn grundverschieden und eine Verwandtschaft oder Verbindung unter ihnen hielt er für ausgeschlossen. Ähnlichkeiten zwischen Tieren waren laut Cuvier auf gleiche Funktionen zurückzuführen, nicht aber auf Verwandtschaft oder Abstammung.
Er glaubte, dass jeder Teil des Körpers in Form und Funktion perfekt auf die anderen abgestimmt sei. Organismen waren funktionelle Einheiten und die kleinste Veränderung in einem Teil würde die ganze Balance zerstören.
Geoffroy
Im Gegensatz zu Cuvier glaubte Geoffroy an eine Evolution und vor allem an eine Verwandtschaft aller Lebewesen, eine Verwandtschaft, die allerdings wohl noch nicht als „Abstammungsverwandtschaft“ verstanden wurde, sondern als eine durchgängige morphologische Ähnlichkeit. Den gemeinsamen, erahnten Grundbauplan, plan d'organisation aller Organismen nannte er „Unité de composition“ (Einheit der Komposition) oder „Unité de plan“ (Einheit des Bauplanes). Er versuchte nicht wie Cuvier die Lebewesen zu unterscheiden und zu klassifizieren, sondern suchte stattdessen Ähnlichkeiten, die eine Einheit des Planes bezeugten.
Solche Ähnlichkeiten nannte er Analogien. Für Geoffroy war die Form (und nicht wie bei Cuvier die Funktion) bestimmend. Diese gab die Fähigkeiten und Möglichkeiten der Lebewesen vor. Geoffroy stand den deutschen Naturphilosophen – darunter auch Johann Wolfgang von Goethe – sehr nahe, obwohl diese in Frankreich nicht in hohem Ruf standen.

## Ablauf des Akademiestreits
Der Streit begann mit der Arbeit der zwei jungen und unbekannten Naturwissenschaftler, Pierre Stanislas Meyranx (1790–1832) und Laurencet. Diese schickten im Oktober 1829 eine Abhandlung über Mollusken (Weichtiere) an die Académie des sciences. Anhand des Tintenfisches versuchten sie darin zu beweisen, dass die inneren Organe eines Wirbeltieres in einer ähnlichen Weise angeordnet sind wie die der Mollusken, wenn es so nach hinten gebogen wird, dass der Nacken das Gesäß berührt.
8. Februar
Am 8. Februar 1830 wurden Pierre André Latreille und Geoffroy in der wöchentlichen Sitzung der Académie beauftragt, einen Bericht über sie vorzubereiten.
15. Februar
Geoffroy, der von der Arbeit begeistert war, da sie seine These der „Einheit der Komposition“ unterstützte, applaudierte den beiden jungen Wissenschaftlern am 15. Februar bei der Sitzung der Académie eine Woche später. Er sah in dieser Arbeit den Beweis, dass die vier „embranchements“ Cuviers vereint werden können.
Geoffroy fuhr fort, dass die Konzentration auf die Unterschiede der Tiere eine Methode der Vergangenheit sei. Stattdessen sei das Objekt der seinerzeitigen Zoologie das Wissen um die philosophischen Ähnlichkeiten des Lebens. Als Beispiel einer altmodischen Sicht auf die Weichtiere zitierte er, ohne Titel und Autor zu nennen, aus Cuviers „Mémoire sur les céphalopodes et sur leur anatomie“ (Abhandlung über die Kopffüßer und ihre Anatomie). Geoffroy beendete seinen Bericht mit einer Empfehlung, die Abhandlung in dem Journal der Académie für Nichtmitglieder zu publizieren. Derart provoziert ergriff Cuvier das Wort, behauptete die Autoren des Aufsatzes lägen völlig falsch mit ihrer angeblichen Homologie und versprach seine Kritik in einem zukünftigen Aufsatz zu erläutern.
22. Februar
Eine Woche später, am 22. Februar, kam Cuvier vorbereitet zur Akademie-Sitzung. Anhand einer Skizze eines Kopffüßers und eines nach hinten gebeugten Wirbeltieres, und zwar einer Ente, versuchte er zu zeigen, dass diese Tierstämme durchaus viele Organe gemein haben (wie z. B. Gehirn, Augen, Ohren, Speicheldrüse etc.), es jedoch keinen Grund zur Annahme gäbe, dass sie einen gemeinsamen Bauplan besäßen. Mehr noch, mit seinem großen Wissen über die Anatomie der Kopffüßer wies er Meyranx und Laurencet grobe Fehler in der Beweisführung nach und zerschlug damit ihre These. Anschließend kritisierte er die Terminologie Geoffroys und stellte sie in Frage. Ihr fehle seiner Meinung nach die erforderliche Klarheit und Präzision, die Ausdrücke „Einheit der Komposition“ und „Einheit des Bauplanes“ suggerierten, die Organe in Lebewesen seien gleich angeordnet und gleich vorhanden. Viel eher müsste das Wort „Einheit“ durch „Analogie“ ersetzt werden. Zuletzt wendete Cuvier sich Laurencets und Meyranx’ Abhandlung zu und zeigte mit Hilfe von Diagrammen, dass Organe bei Weich- und Wirbeltieren, trotz des nach-hinten-Biegens, oft unterschiedlich angeordnet sind und dass Organe der Wirbeltiere oft gar nicht bei Weichtieren vorhanden sind und umgekehrt. Geoffroy improvisierte daraufhin eine kurze Antwort und versprach bei der nächsten Sitzung eine längere Antwort zu geben.
1. März

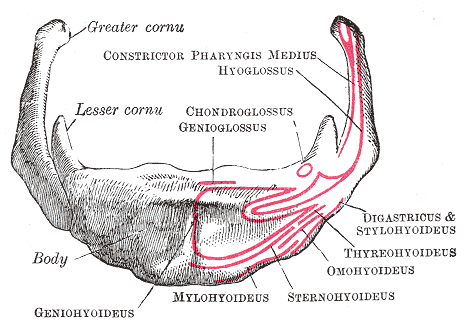
Zungenbein (Os Hyoideum) bestehend aus einem Körper und zwei Paar seitlichen Fortsätzen (Hörnern)

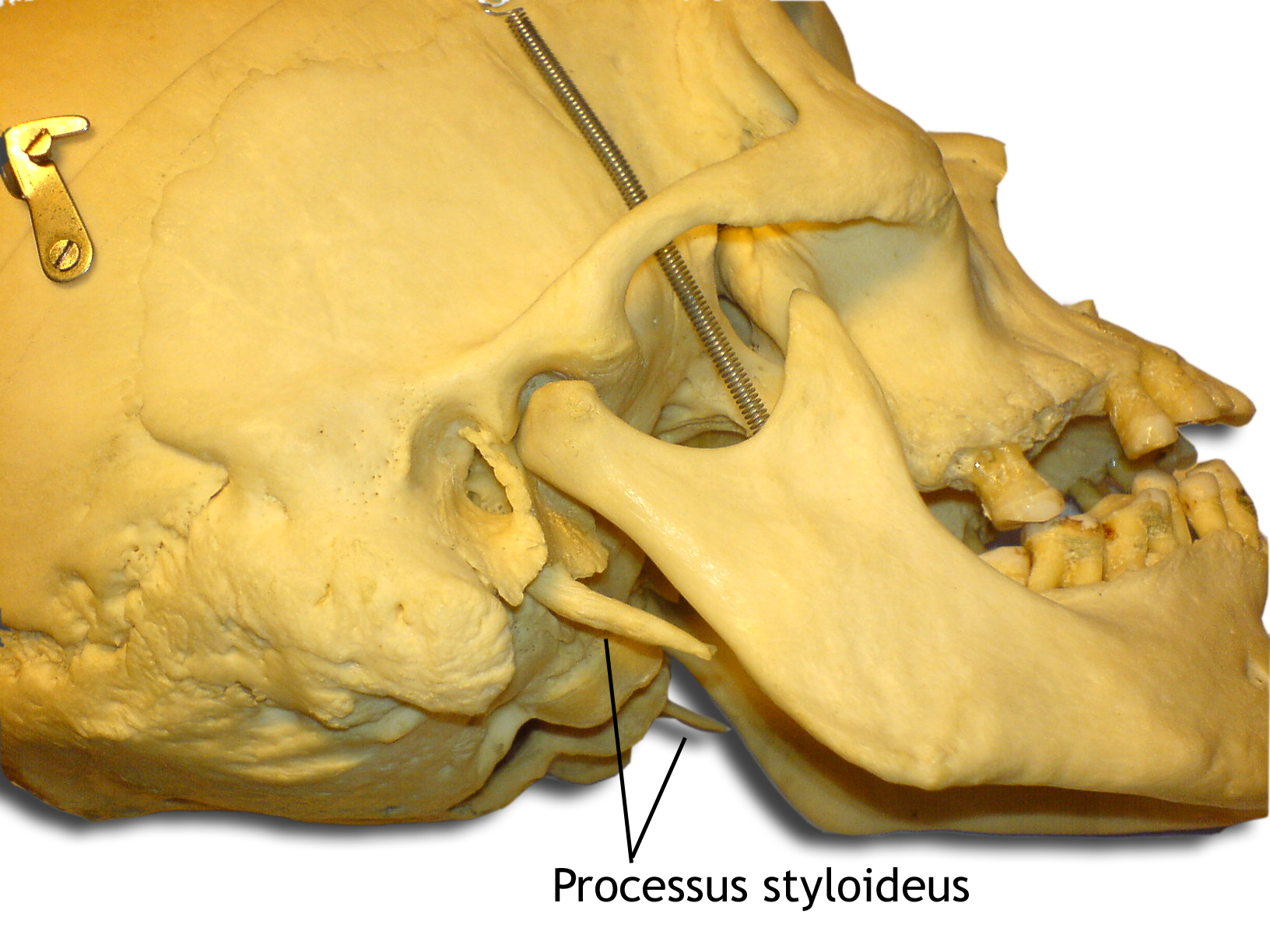
Griffelförmiger Fortsatz: Processus styloideus

Am 1. März, trug Geoffroy seine Antwort vor und beförderte dadurch den Streit über die Anatomie der Mollusken hinaus auf eine philosophische Ebene. Geoffroy behauptete, dass er den Begriff „Einheit der Komposition“ nie genau zu definieren beabsichtigte, da dieses gar nicht möglich sei. Mit Ähnlichkeiten meine er vielmehr philosophische Ähnlichkeiten denn offensichtliche.
Um seine Theorie der Analogien zu verdeutlichen, wandte sich Geoffroy dem Beispiel des Zungenbeines zu. Dieses besteht bei Menschen aus fünf, bei Katzen aus neun Teilen. Um deren Homologie zu überprüfen, bedurfte es nicht einer Betrachtung der Funktionen (diese sind bei beiden gleich: die Unterstützung des Kehlkopfes), stattdessen suchte Geoffroy nach Rudimenten der vier fehlenden Teile beim Menschen. Diese fand er schließlich in den griffelförmigen Fortsätzen (Singl.: Processus styloideus ossis temporalis) am Schläfenbein des menschlichen Schädels, die durch das Ligamentum stylohyoideum, einem Band, wiederum mit dem Zungenbein verbunden werden. Die Embryologie bestätigte seine These: Geoffroy beobachtete beim menschlichen Fötus, dass der Processus styloideus ursprünglich nicht dem Schädel beigefügt und somit ein Rudiment des Zungenbeines war.
22. März
Daraufhin folgte eine zweiwöchige Pause. Am 22. März fuhr Cuvier fort, indem er auf das Beispiel des Zungenbeines einging. Er stellte fest, dass das beträchtliche, trommelartige Zungenbein des Brüllaffen keine Spuren der früheren Hörner (siehe Abb. Zungenbein), des Ligamentum stylohyoideum oder des Processus styloideus trage und somit nicht eine Modifikation der Zungenbeine anderer Säuger sein konnte. Er gestand zu, dass diese bei höheren Wirbeltieren eine gewisse Ähnlichkeit haben können, diese sich jedoch aus ihren ähnlichen Funktionen ergäben. Abschließend sprach Cuvier die religiöse Frage an. Er deutete an, die „Einheit der Komposition“ bedeute unnötige Einschränkungen für den Schöpfer und dieser Gedanke sei dem Fortschritt der Wissenschaft eher hinderlich:
Aber, wenn jemand all diese Erwägungen missachtet, um nur die vermeintlichen Gleichheiten und Analogien zu sehen, die, wenn sie auch nur die geringste Wirklichkeit besäßen, die Natur zu einer Art Sklaverei reduzierten, in die sie zum Glück ihr Autor nicht zwingt, dann wird niemand irgendetwas über das Leben an sich oder ihren Beziehungen wissen. Die Welt selbst würde ein unlesbares Rätsel werden. (freie Übersetzung)

Geoffroy, dem die Académie nicht erlaubte, direkt zu antworten, blieb nur übrig, seinen für die Sitzung vorbereiteten Artikel über die Analogien bei Fischen vorzutragen. Damit ging er auf den Vorwurf Cuviers ein, den eigentlichen Streitpunkt, die Weichtiere, aufgegeben zu haben. Geoffroy begründet seinen Umweg über das Zungenbein und die Fische damit, dass das Studium der Homologien zwischen Weich- und Wirbeltieren zu dem Zeitpunkt noch nicht genügend fortgeschritten war, um eine früchtetragende Diskussion zu erlauben. Bevor man aber zu der Betrachtung der Weichtiere kommen könne, müsse erst die Struktur der Fische verstanden werden, die einen Platz zwischen den höheren Wirbeltieren und den Nichtwirbeltieren belegten.
29. März

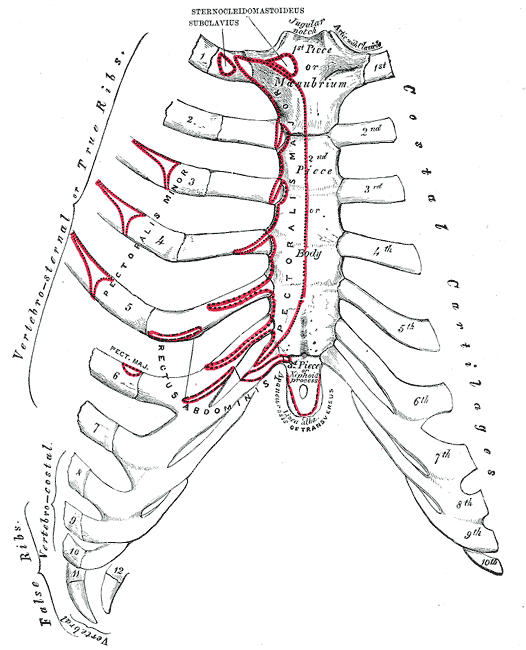
Menschliches Brustbein mit Rippen

Die Académie-Sitzung am 29. März begann mit einem Streit der Kontrahenten darüber, wer anfangen dürfe. Geoffroy war der Meinung, er habe das Recht, nun auf Cuviers Betrachtungen zum Zungenbein einzugehen, Cuvier hingegen meinte, da Geoffroy in der letzten Sitzung zuletzt vorgetragen habe, sei er selbst nun wieder an der Reihe. Geoffroy wurde schließlich das Wort übergeben und er behauptete, es sei keine Unstimmigkeit über Fakten, sondern eine Frage der Philosophie, die sie trenne. Cuvier hätte sein Anliegen nicht verstanden, die Wichtigkeit, Ähnlichkeiten zu suchen, die als scheinbare Unähnlichkeiten verkleidet sind. Der Wert der Theorie der Analogien sei, dass sie eine Erklärung für unterschiedliche Strukturen biete.
5. April
Die Sitzung am 5. April sollte die vorläufig letzte werden. Cuvier untersuchte nun das Brustbein bei Säugetieren, Vögeln und Reptilien und kam zu dem Entschluss, dass es hier keinerlei Einheitlichkeit geben könne, da sich die Brustbeine sowohl in der Anzahl ihrer Teile, als auch in der Verknüpfung der einzelnen Teile untereinander unterschieden. Er fand Tiere mit Brustbein und Rippen, Tiere mit Rippen ohne Brustbein (Schlangen), und ebenso Tiere mit Brustbein und ohne Rippen (Frösche).
Die Sitzungen hatten mittlerweile eine solche Aufmerksamkeit erhalten, dass die öffentlichen Sitzplätze jede Woche überbesetzt waren. Der wissenschaftliche Disput drohte auf Grund des großen und lauten Publikums zu einem Schauspiel zu verkommen. Daher verkündete Geoffroy, dass er auf Cuviers Vortrag nicht antworten werde. Stattdessen bemühte er sich, die Kontroverse zu veröffentlichen. Am 15. April schickte er das Dokument in den Druck, das unter dem Namen Principes de philosophie zoologique eine Einleitung, den Bericht über Meyranx’ und Laurencets Abhandlung und die in den Sitzungen vorgetragenen, nun kommentierten Abhandlungen Cuviers und Geoffroys enthielt.

## Zeitgenössische Rezeption

### Johann Wolfgang von Goethe (1749–1832)

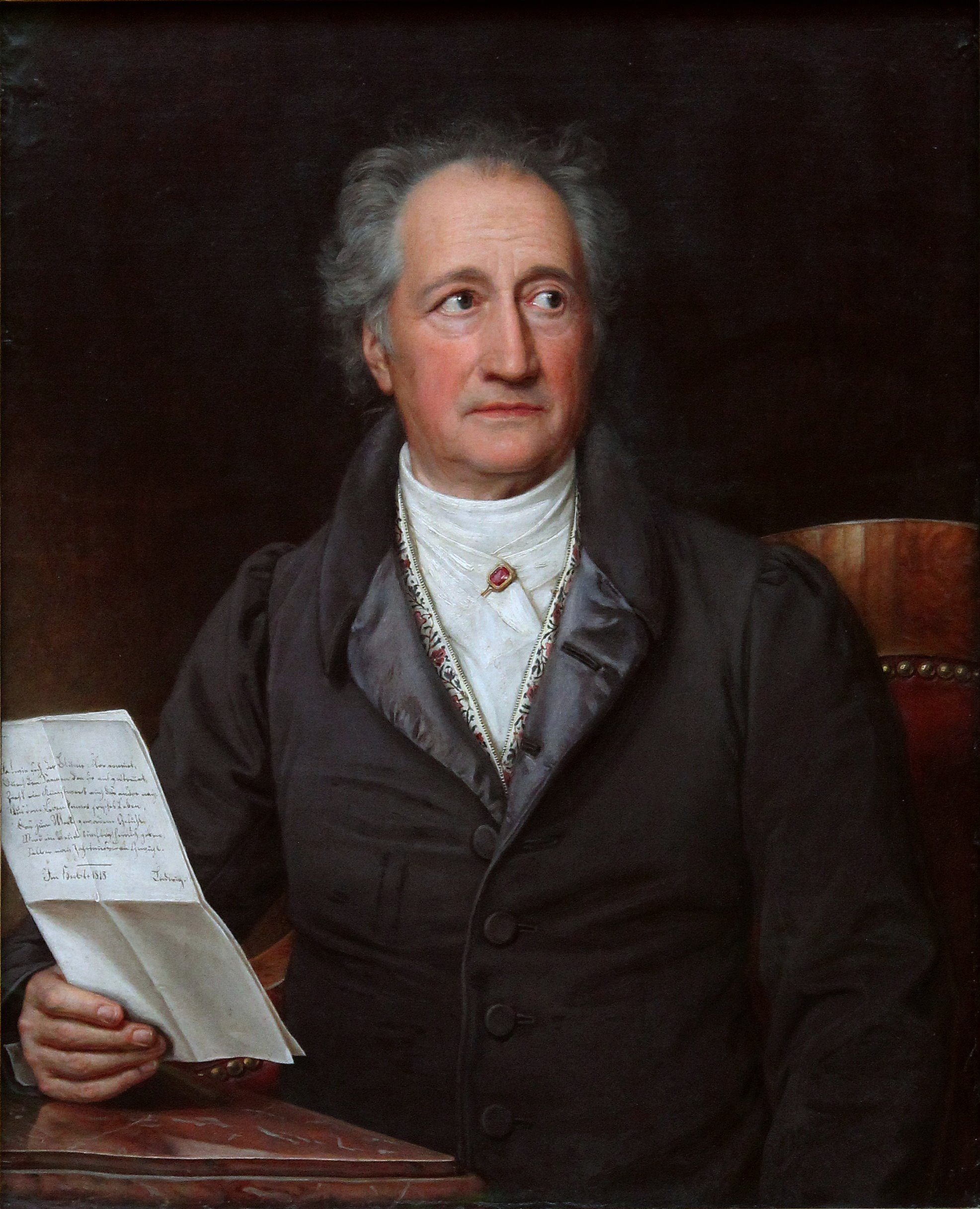
Johann Wolfgang von Goethe als 79-Jähriger

Johann Wolfgang von Goethe, als Anhänger Geoffroys, brachte die Debatte einem deutschen Publikum nahe, indem er es im September 1830 und März 1832 in den Jahrbüchern für wissenschaftliche Kritik besprach.
Goethe begann seine Besprechung, indem er den Konflikt und ihre Kontrahenten vorstellte. Dabei bezeichnete er Cuvier als „unermüdlichen Unterscheider“ und Geoffroy als „um die Analogien der Geschöpfe und ihre geheimnisvolle Verwandtschaft bemüht“ und deutete an, dass der Konflikt eigentlich ein Streit zwischen den Prinzipien der Deduktion und Induktion sei.
Im zweiten Abschnitt schilderte er seine eigenen Forschungen am Zwischenkieferknochen. Goethe glaubte nämlich, dass der Mensch genau wie die übrigen Säuger einen Zwischenkieferknochen besitzt. 1784 gelang es ihm nachzuweisen, dass dieser beim Menschen (Embryo) noch vor der Geburt mit dem übrigen Oberkiefer zusammenwächst. Goethe sah in der Existenz des Zwischenkieferknochens kein Indiz für die stammesgeschichtliche Verwandtschaft des Menschen mit den Tieren, sondern sah vielmehr sein Bild von der Natur bestätigt, die ihre „Geschöpfe“ nach einheitlichen, bei allen Tieren und eben auch dem Menschen zu beobachtenden Gesetzen hervorbringe. Exemplare seiner Schrift über den „Zwischenknochen“ schickte Goethe dem niederländischen Mediziner Peter Camper und dem deutschen Anatom Johann Friedrich Blumenbach, die Goethes Arbeit jedoch ignorierten.
Seine Methode einer vergleichenden Anatomie, die er für diesen Beweis anwandte, fand er viele Jahre später bei Geoffroy wieder.

„Ich habe mich seit fünfzig Jahren in dieser großen Angelegenheit abgemüht; anfänglich einsam, dann unterstützt und zuletzt zu meiner großen Freude überragt durch verwandte Geister. Als ich mein erstes Aperçu vom Zwischenknochen an Peter Camper schickte, ward ich zu meiner innigsten Betrübnis völlig ignoriert. Mit Blumenbach ging es mir nicht besser, obgleich er nach persönlichem Verkehr auf meine Seite trat. Dann aber gewann ich Gleichgesinnte an Sömmering, Oken, D’Alton, Carus und anderen gleich trefflichen Männern. Jetzt ist nun auch Geoffroy entschieden auf unserer Seite und mit ihm alle seine bedeutenden Schüler und Anhänger Frankreichs. Dieses Ereignis ist für mich von ganz unglaublichem Wert, und ich jubele mit Recht über den endlich erlebten allgemeinen Sieg einer Sache, der ich mein Leben gewidmet habe und die ganz vorzüglich auch die meinige ist.“

Und die „Sache“, der Goethe sein „Leben gewidmet“ habe und in der er sich jetzt durch Geoffroy bestätigt sah, war diese Erkenntnis: Auch die „Natur“ ist nicht unbeschränkt frei; sie ist in ihrem „Bildungstrieb“ dem überall gültigen Gesetz des „Etats“, des Haushaltens, unterworfen. Freiheit auf einer Seite wird durch „Bedingtheit“ auf einer anderen kompensiert.